# Lúcio Costa
Lúcio Marçal Ferreira Ribeiro de Lima Costa OMC (Toulon, 27 de fevereiro de 1902 – Rio de Janeiro, 13 de junho de 1998) foi um arquiteto, urbanista e professor brasileiro nascido na França. Pioneiro da arquitetura modernista no Brasil, ficou conhecido mundialmente pelo projeto do Plano Piloto de Brasília.

## Biografia

### Infância e Juventude
Devido às atividades oficiais de seu pai, o almirante Joaquim Ribeiro da Costa, morou em diversos países, o que lhe rendeu uma formação pluralista. Estudou na Royal Grammar School em Newcastle, no Reino Unido, e no Collège National em Montreux, na Suíça.
Retornou ao Brasil em 1917 e, mais tarde, passou a frequentar o curso de arquitetura da Escola Nacional de Belas Artes, que ainda aplicava um programa neoclássico de ensino. Ele formou-se Arquiteto pela Escola em 1924. Apesar de praticar uma arquitetura neoclássica durante seus primeiros anos (defendendo em certos momentos uma arquitetura neocolonial), rompeu com essa formação historicista e passou a receber influências da obra do arquiteto franco-suíço Le Corbusier.

### Primeiras obras
Entre 1931 e 1933, Costa firmou uma parceria com o arquiteto ucraniano Gregori Warchavchik, construindo seus primeiros projetos de orientação moderna.

### Diretor da Escola Nacional de Belas Artes
Após a Revolução de 1930, Lucio Costa foi indicado por Rodrigo Melo Franco de Andrade para assumir a direção da Escola Nacional de Belas Artes (ENBA), com a missão de renovar o ensino das artes plásticas e reformular o curso de arquitetura.
Alterações introduzidas por Lucio Costa mudaram a estrutura e o espírito do salão anual. Apareceram pela primeira vez na velha escola, ao lado dos antigos frequentadores, artistas ligados à corrente moderna, na sua maioria vindos da capital paulista. A trigésima oitava Exposição Geral (1931) foi por isso chamada de Salão revolucionário.
Sua passagem como diretor da ENBA durou apenas até setembro de 1931. Apesar do pouco tempo no cargo, seu tempo como diretor e professor da instituição marcou profundamente os caminhos da arte e da arquitetura brasileira. Entre os seus alunos na escola de arquitetura estavam Luís Nunes, Jorge Machado Moreira, Ernani Vasconcellos, Álvaro Vital Brazil, Oscar Niemeyer e Milton Roberto. Todos tornaram-se grandes expoentes da arquitetura brasileira. 
Também foi professor no então Instituto de Educação do Rio de Janeiro, atual Instituto Superior de Educação do Rio de Janeiro (ISERJ).[carece de fontes?]

### Ministério da Educação e Cultura (atual Palácio Gustavo Capanema)
Em 1935 foi realizado um concurso de arquitetura para a escolha do novo projeto para o Ministério de Educação e Saúde (atual Palácio Capanema). O vencedor foi o projeto do arquiteto Archimedes Memória, em estilo eclético, que misturava elementos neoclássicos com detalhes decorativos marajoaras. Descontente com o projeto vencedor, o então ministro Gustavo Capanema decidiu pagar o valor devido ao vencedor e contratar Lucio Costa para que realizasse um novo projeto. Costa então convidou os arquitetos Carlos Leão, Affonso Reidy, Jorge Moreira, Ernani Vasconcellos e Oscar Niemeyer para participarem do novo projeto do Ministério, que agora seria feito em estilo moderno.
Sabendo da importância de sua geração na mudança dos rumos culturais do país, Costa convidou Le Corbusier a vir ao Brasil em 1936 para uma série de conferências. Entre as conferências, Corbusier auxiliou a equipe no desenvolvimento do projeto. A arquitetura moderna do edifício iria ao encontro dos objetivos do Estado Novo de Vargas, ao passar ares de modernidade, futuro e progresso ao país. 

### Pavilhão do Brasil na Feira de Nova Iorque
Em 1939, Lucio Costa venceu o concurso nacional para o Pavilhão do Brasil na Feira Mundial de Nova Iorque, enquanto que Oscar Niemeyer ficou com o segundo lugar. Costa convidou Niemeyer para que projetassem juntos uma nova versão do Pavilhão, combinando elementos de ambos os projetos originais. 
Executado em colaboração com Paul Lester Wiener, responsável pelo detalhamento dos interiores e stands da exposição, a estrutura era vizinha do pavilhão francês e contrastava com sua massa pesada por meio de sua pequena dimensão e delicadeza. Costa explicou que o Pavilhão brasileiro adotou uma linguagem de "graça e elegância", leveza e fluidez espacial, com um plano aberto, curvas e paredes livres, que ele chamou de "jônico", contrastando-a com a arquitetura purista dominante na época, que ele classificou de "dórica".

### Brasília
Em 1957, ao ser lançado o concurso para a nova capital do país, Costa enviou ideia para um anteprojeto, contrariando algumas normas do concurso. De fato, apesar de apresentar uma concepção urbanística semelhante à maioria dos concorrentes, o projeto de Lúcio Costa foi o único que conseguiu compreender o significado político de uma nova capital para o governo Kubitschek e para o contexto brasileiro da época:
Lúcio Costa conseguiu, assim, representar, transmitir, persuadir e, o mais importante, mobilizar todo o campo de experiência do presente (modernismo, desenvolvimentismo, nacionalismo e centralismo político), convencendo jurados e o próprio presidente da república, de que a sua proposta era a única possível de representar o momento histórico pelo qual passava o País. Levando-o, portanto, à vitória.
O projeto de Lúcio Costa venceu por quase unanimidade (apenas um jurado não votou nele), sofrendo diversas acusações dos concorrentes. Desenvolveu o Plano Piloto de Brasília e, como Niemeyer, passou a ser conhecido em todo o mundo como autor de grande parte dos prédios públicos.
O projeto de Lúcio Costa punha em prática os conceitos modernistas de cidade: o automóvel no topo da hierarquia viária, facilitando o deslocamento na cidade (apesar disso em seus projetos ele também criou a Estação Rodoferroviária de Brasília), os blocos de edifícios afastados, em pilotis sobre grandes áreas verdes. Brasília possui diretrizes que remetem aos projetos de Le Corbusier na década de 1920 e ainda ao seu projeto para a cidade de Chandigarh, pela escala monumental dos edifícios governamentais. A cidade de Lucio Costa também possui conceitos semelhantes aos dos estudos de Hilberseimer.
Veja o relatório encaminhado por Lucio Costa à Companhia Urbanizadora da Nova Capital (Novacap).
Após Brasília, recebeu convites para coordenar vários planos urbanísticos, no Brasil e no exterior.

### Barra da Tijuca
Em 1969, Lúcio Costa foi convidado pelo governador do Estado da Guanabara, Negrão de Lima, para desenhar o Plano urbanístico da Baixada de Jacarepaguá, região que na época englobava a Barra da Tijuca e parte de Jacarepaguá. Embora tenha sido originalmente projetado para essa região, o plano piloto era visto por Lucio Costa como a solução urbanística para toda a Guanabara. De inspiração modernista, o plano previa largas avenidas, construções baixas como nas superquadras de Brasília, e preservação dos mangues e restingas da região. Com o tempo, pressões do mercado imobiliário desvirtuaram o plano original de Costa.
Foi colaborador e diretor do Instituto do Patrimônio Histórico e Artístico Nacional (IPHAN). 
Em 1989 foi agraciado com o título de doutor Honoris Causa indicado pela Congregação da Faculdade de Arquitetura e Urbanismo da Universidade Federal do Rio de Janeiro em 1989.

### Morte
Morreu na capital fluminense, onde residiu a maior parte da vida. Foi sepultado em cerimônia discreta no Cemitério de São João Batista, Rio de Janeiro. Deixou duas filhas, Maria Elisa Costa, arquiteta e Helena.

## Controvérsias

### Demolição do Palácio Monroe
O Palácio Monroe foi uma edificação em estilo eclético localizada ao final da Avenida Rio Branco, na Cinelândia, no centro do Rio de Janeiro. Construído em 1904 para ser o pavilhão do Brasil na Exposição Universal de 1904, em Saint Louis, Estados Unidos, o edifício havia sido desmontado após a exposição e remontado no Rio de Janeiro, onde passou a ser a sede do Senado Federal.  
Durante as obras de construção do Metrô do Rio de Janeiro nos anos 1970, o palácio foi tombado como patrimônio histórico pelo Governo Estadual e foi pedido que o traçado do metrô fosse desviado para não afetar as fundações do edifício.  
Entretanto, uma campanha mobilizada pelo jornal O Globo, com o apoio de Lúcio Costa e outros arquitetos modernistas, pediu a demolição do Palácio Monroe, sob a alegação de cunho estético e de que este atrapalhava o trânsito. Em seu parecer, Lúcio Costa afirmou que o Palácio Monroe era uma "presença estorvante já não se justifica". 
O então presidente Ernesto Geisel decidiu por não conceder o decreto federal de tombamento, e em 1976 o palácio foi demolido. No local do edifício foi construída a Praça Mahatma Gandhi.  

### A Biblioteca Nacional

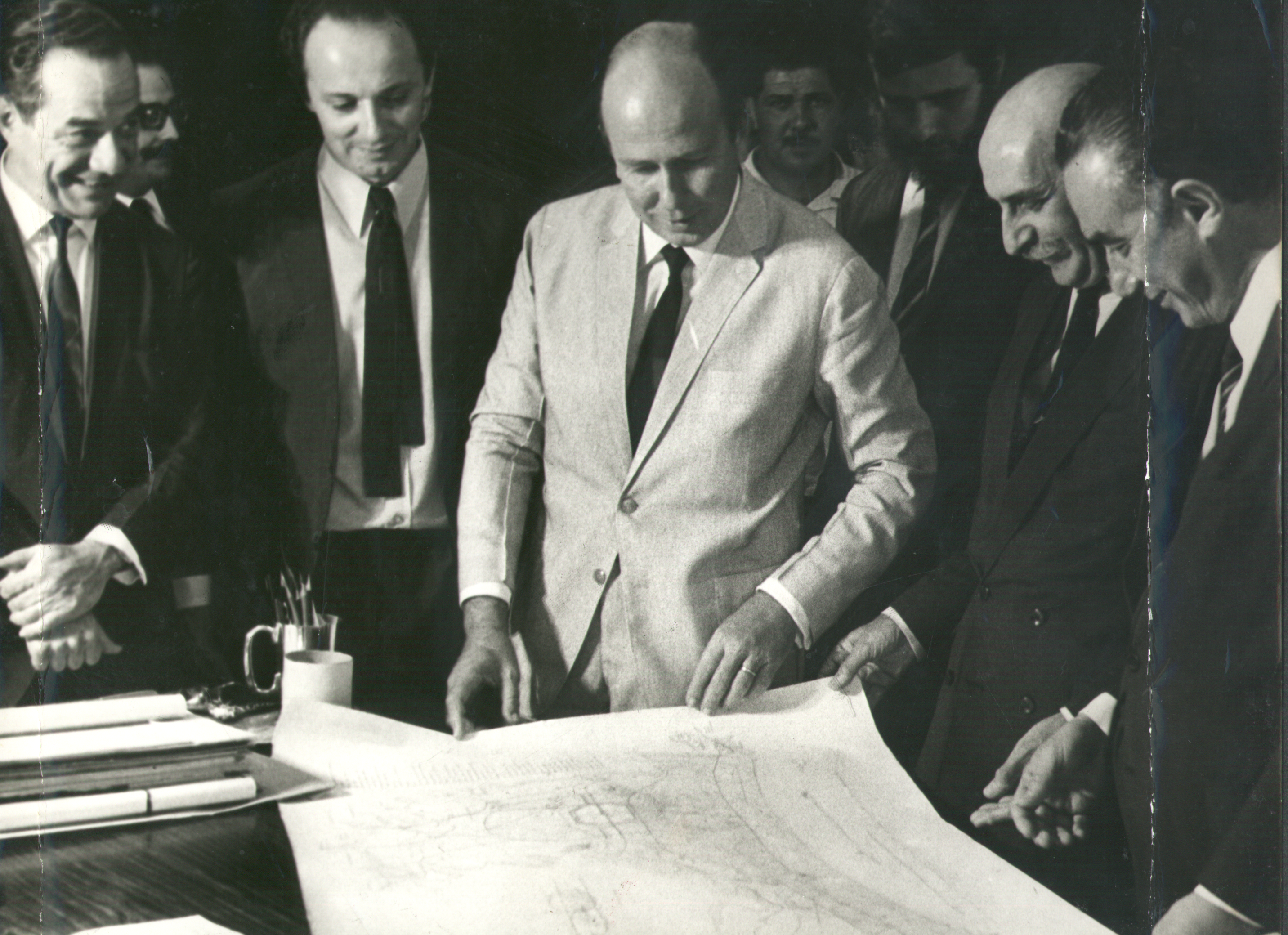
Lúcio Costa em 1970, foto do Arquivo Nacional

Na década de 1970, o IPHAN resistiu a tombar prédios importantes como o Theatro Municipal, a Biblioteca Nacional, o Museu Nacional de Belas Artes e o Palácio Monroe. Frente ao risco de que tais joias arquitetônicas pudessem se perder para sempre, o Clube de Engenharia e o Instituto dos Arquitetos do Brasil começaram a fazer campanha pelo tombamento dos edifícios ecléticos restantes na Avenida Rio Branco.
O Sr. Lúcio Costa já estava aposentado, mas mesmo assim redigiu um parecer que foi lido em reunião do IPHAN, em 1972. Dizia que o Serviço de Proteção ao Patrimônio se dispôs a excluir a proteção dos prédios em estilo eclético, por considerá-los fora da linha legítima da evolução arquitetônica. Lúcio Costa se posicionou claramente contra o tombamento da Biblioteca Nacional e se referia ao “aviltado pavilhão Monroe cuja presença estorvante já não se justifica”. 

### Favorecimento a arquitetura colonial portuguesa
Outra questão polêmica foi o favorecimento que o Sr. Lúcio Costa deu à herança da colonização portuguesa acima de outras influências culturais brasileiras, com exceção apenas dos seus projetos modernistas. Devido a essa visão, arraigada também em preservacionistas mais jovens devido à influência de Lúcio Costa nas escolas de arquitetura do Brasil, muito da arquitetura dos séculos XIX e começo XX, incluindo a alemã, japonesa, italiana, francesa, holandesa e grega, se perdeu para a renovação urbana dos anos 1960 e 1970 de Lúcio Costa.  

## Principais obras

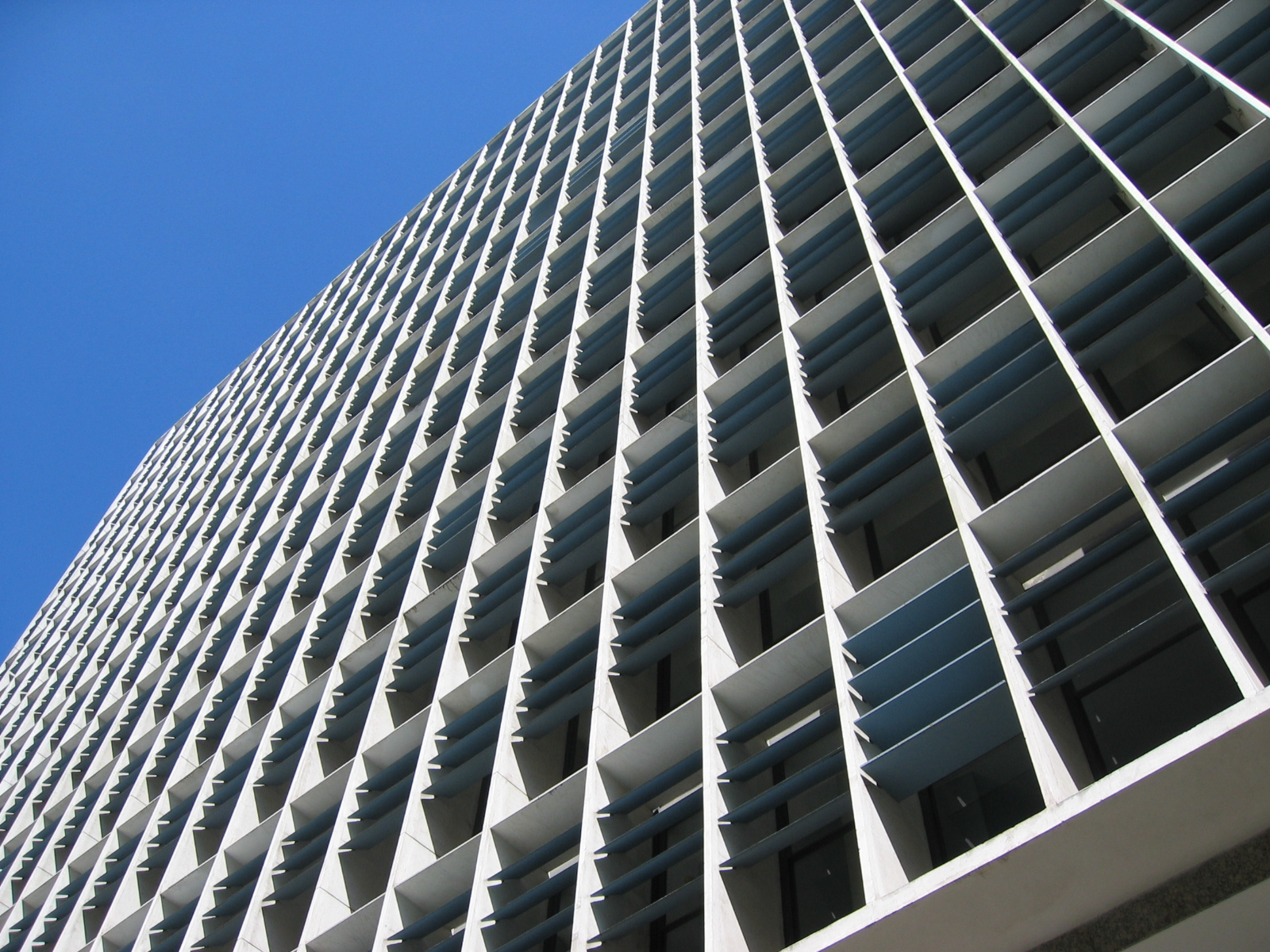
Fachada norte do Edifício Gustavo Capanema.

- 1920 - Castelo de Itaipava, projetado pelo arquiteto Fernando Valentim, com a colaboração de Lúcio Costa, foi construído pelo Barão de Vasconcellos. É famoso por ser uma reprodução de um castelo renascentista, e considerado único castelo em estilo medieval com elementos normandos das Américas;[10]
- 1934 - Vila Operária de João Monlevade, Minas Gerais;
- 1936 - Projeto do edifício-sede do Ministério da Educação e Saúde Pública, atual Palácio Gustavo Capanema, no Rio de Janeiro, com equipe de arquitetos cariocas;
- 1937 - Museu das Missões, São Miguel das Missões, no Rio Grande do Sul;
- Projeto para rampas do outeiro da Glória, no Rio de Janeiro;
- 1939 - Pavilhão do Brasil na Feira Internacional de Nova York em parceria com Oscar Niemeyer;
- Residência Hungria Machado (atual consulado da Rússia), no Rio de Janeiro;
- Casa de veraneio do Barão de Saavedra, em Petrópolis;
- 1944 - Park Hotel São Clemente, em Nova Friburgo;
- 1948 - Conjunto Residencial do Parque Guinle, em Laranjeiras, Rio de Janeiro;
- 1952 - Projeto da Casa do Brasil, na Cité Internationale Universitaire de Paris;
- 1956 - Sede social do Jockey Club do Brasil, no centro do Rio de Janeiro;
- 1957 - Brasília, a capital brasileira e um dos marcos do urbanismo do século XX;
- 1969 - Barra da Tijuca, plano piloto da expansão da região metropolitana do Rio de Janeiro.

## Produção bibliográfica
- 1939 - Razões da Nova Arquitetura
- 1945 - Considerações sobre o Ensino da Arquitetura
- 1952 - O Arquiteto e a Sociedade Contemporânea
- 1962 - Lúcio Costa: Sobre Arquitetura
- 1995 - Registro de uma Vivência. São Paulo: Empresa das Artes

## Galeria

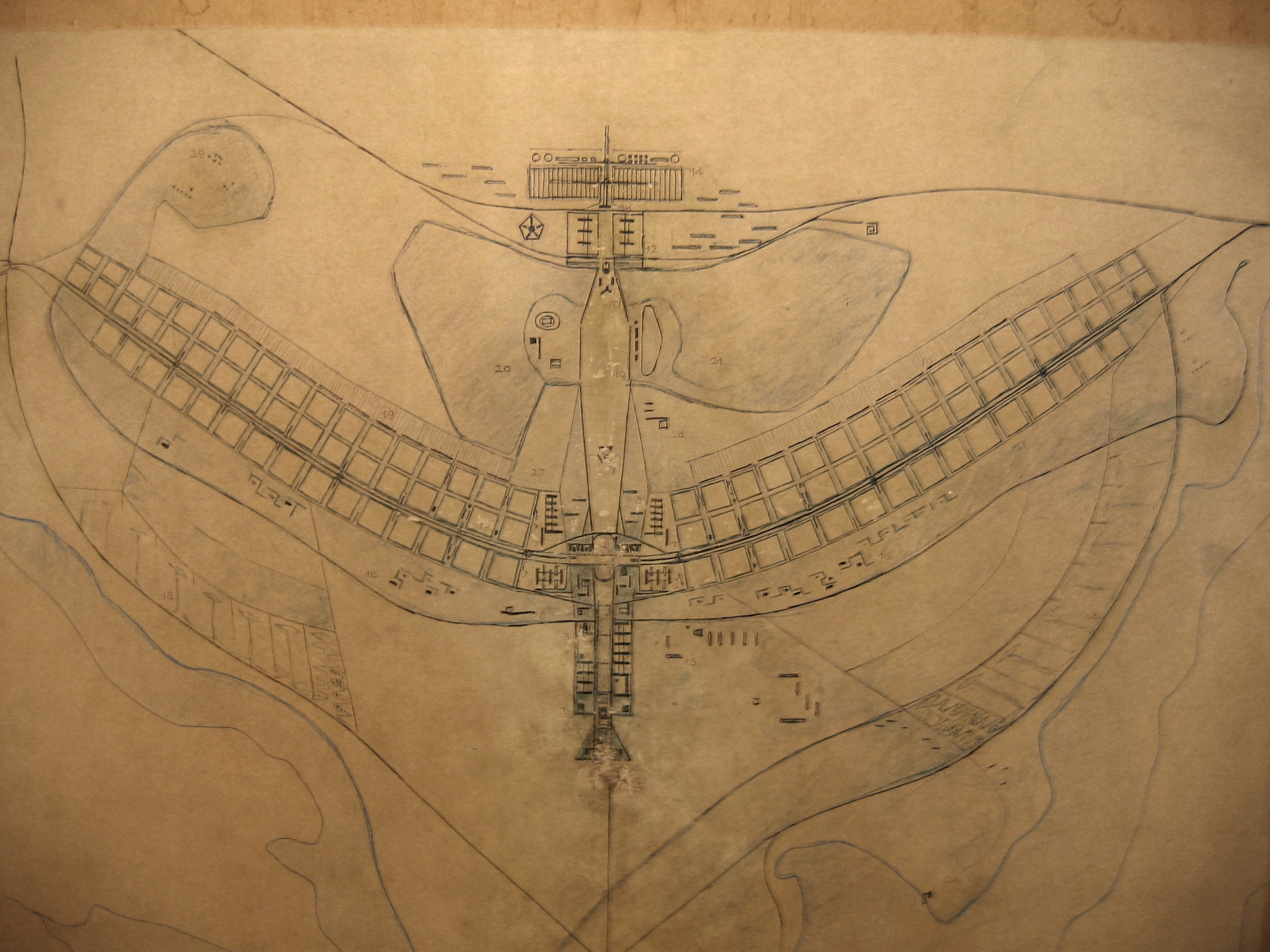
Plano Piloto de Brasília.
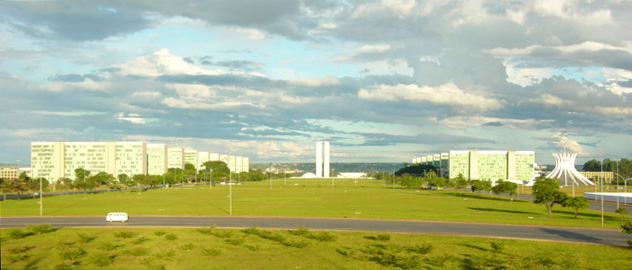
Brasília
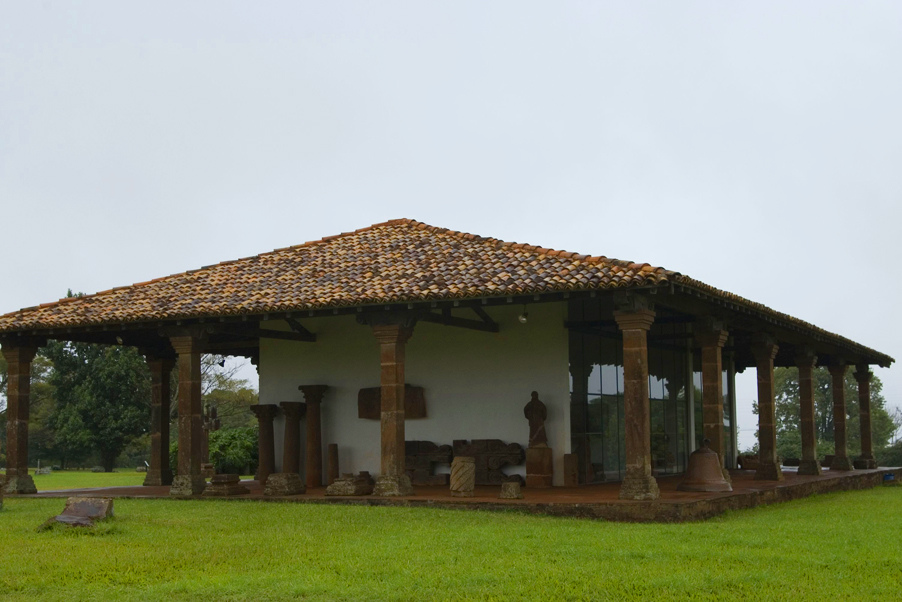
Museu das Missões
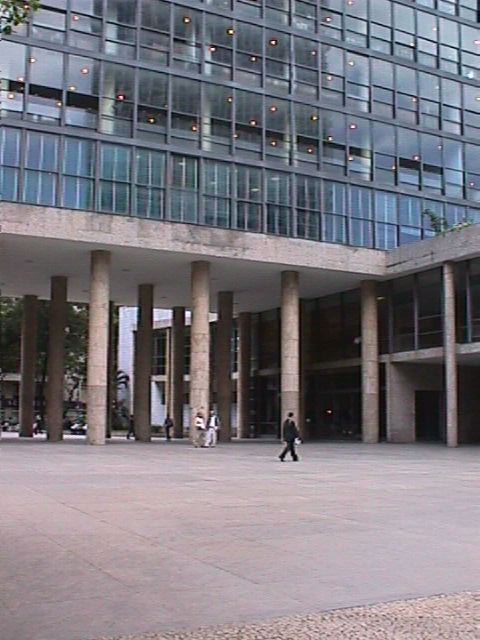
Palácio Capanema
Maison du BrésilMaison du Brésil